# Église Saint-Léonard de L'Haÿ-les-Roses
L'église Saint-Léonard est une église paroissiale catholique se situant rue Jean-Jaurès sur la commune de L'Haÿ-les-Roses dans le département du Val-de-Marne.

## Histoire
Une bâtisse du XIIIe siècle (Peut-être du IXe siècle) s'élevait à cet endroit.

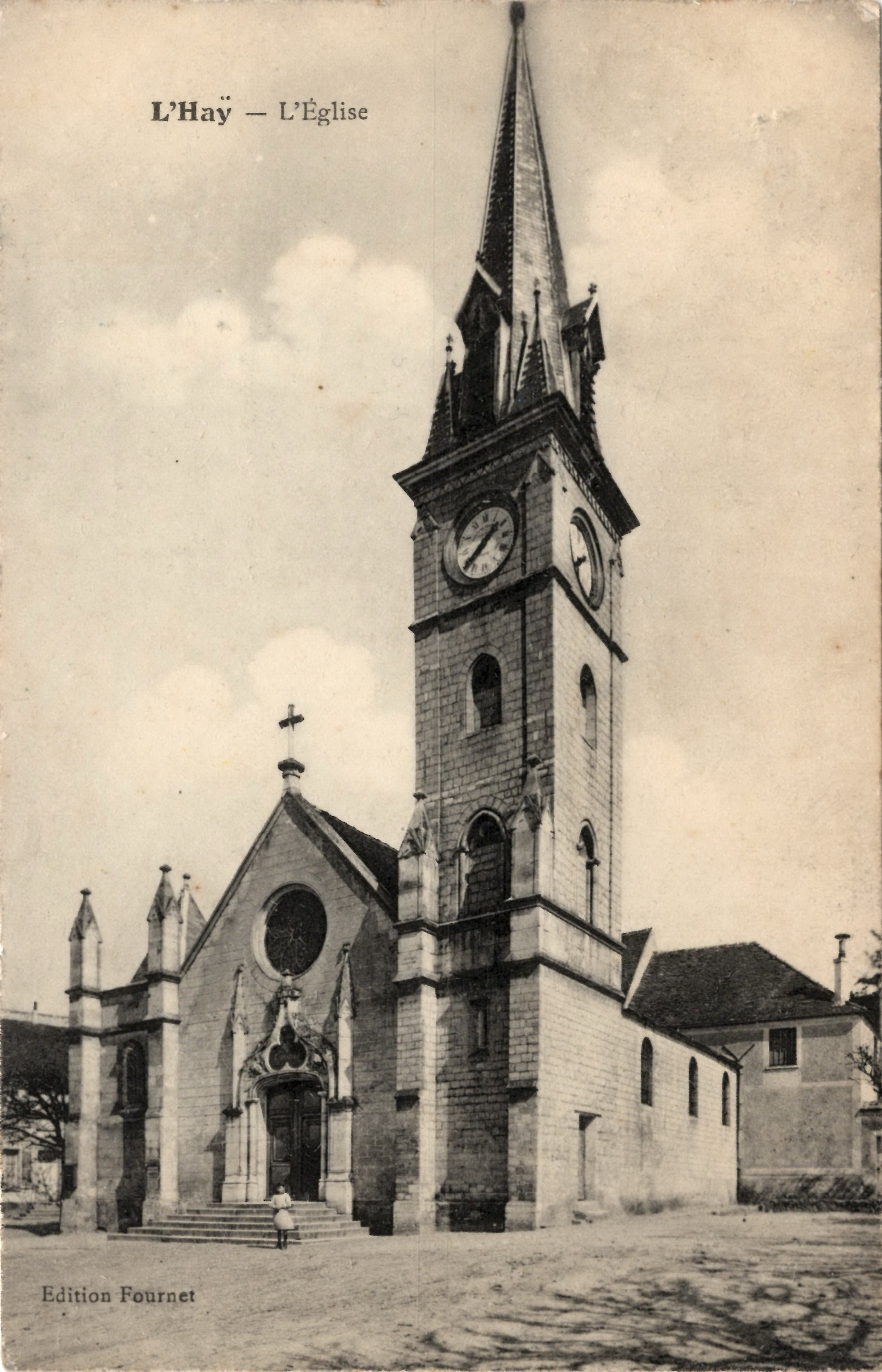
L'église, L'Haÿ-les-Roses.

D'après l'abbé Lebeuf, elle est reconstruite dans le premier quart du XVIe siècle et consacrée en 1523 par l'évêque de Paris François Poncher. Il n'en subsistent que les murs de la nef et le bas-côté nord, ainsi que des grisailles, petits vitraux classés représentant Saint-Léonard et Sainte-Colombe. 
En 1635, une chapelle est accolée à l'église. En 1837, l'architecte Jean Billaud (1769-1846) construit le nouveau clocher, remplaçant la flèche qui menaçait ruine. Elle est durement atteinte par la guerre de 1870. 
En 1972, face à la croissance de la population, l'Œuvre des Chantiers du Cardinal décide l'agrandissement de l'église. Le chœur et le transept sont remplacés par une halle en béton armé et charpente de bois apparente, de l'architecte Jacques Bahon, avec de nouveaux vitraux.
En 2012, la ville entreprend, pour un montant de 500000 €, un projet de réhabilitation destiné à consolider la toiture, le clocher, et le porche. À cette occasion a été restaurée une fresque peinte au XIXe siècle par l'artiste polonais Victor Casimir Zier, représentant Saint Léonard, patron des prisonniers, bras tendus vers le ciel, entouré de quatre anges, et placée juste au-dessus de l'autel.

## Curés
- 1807 : Navaille, curé à cette date[5]
- 1822-1827 : Jean-Baptiste Cornu, curé nommé en juin 1822, il faisait alors office d'aumônier à l'asile royal de la Providence de Montmartre depuis le 27 août 1821 après avoir été prêtre administrateur des sacrements à l'église Notre-Dame-de-Bonne-Nouvelle de Paris en 1818. Il desservait depuis le 4 novembre 1822 l'église Saint-Gilles de Bourg-la-Reine avec la charge du binage de son église Saint-Léonard de L'Haÿ-les-Roses, et deviendra curé de Bourg-la-Reine jusqu'en 1827. Puis curé de Puteaux, et aumônier de l’hôpital de Lourcine. Il fit partie ensuite de clergé de église Saint-Roch de Paris en 1838, et mourut âgé de 93 ans.

## Vitraux
Les vitraux, fruits de la restauration de 1972, sont l'œuvre du maître-verrier Job Guevel et de sa fille Marie-Jo.

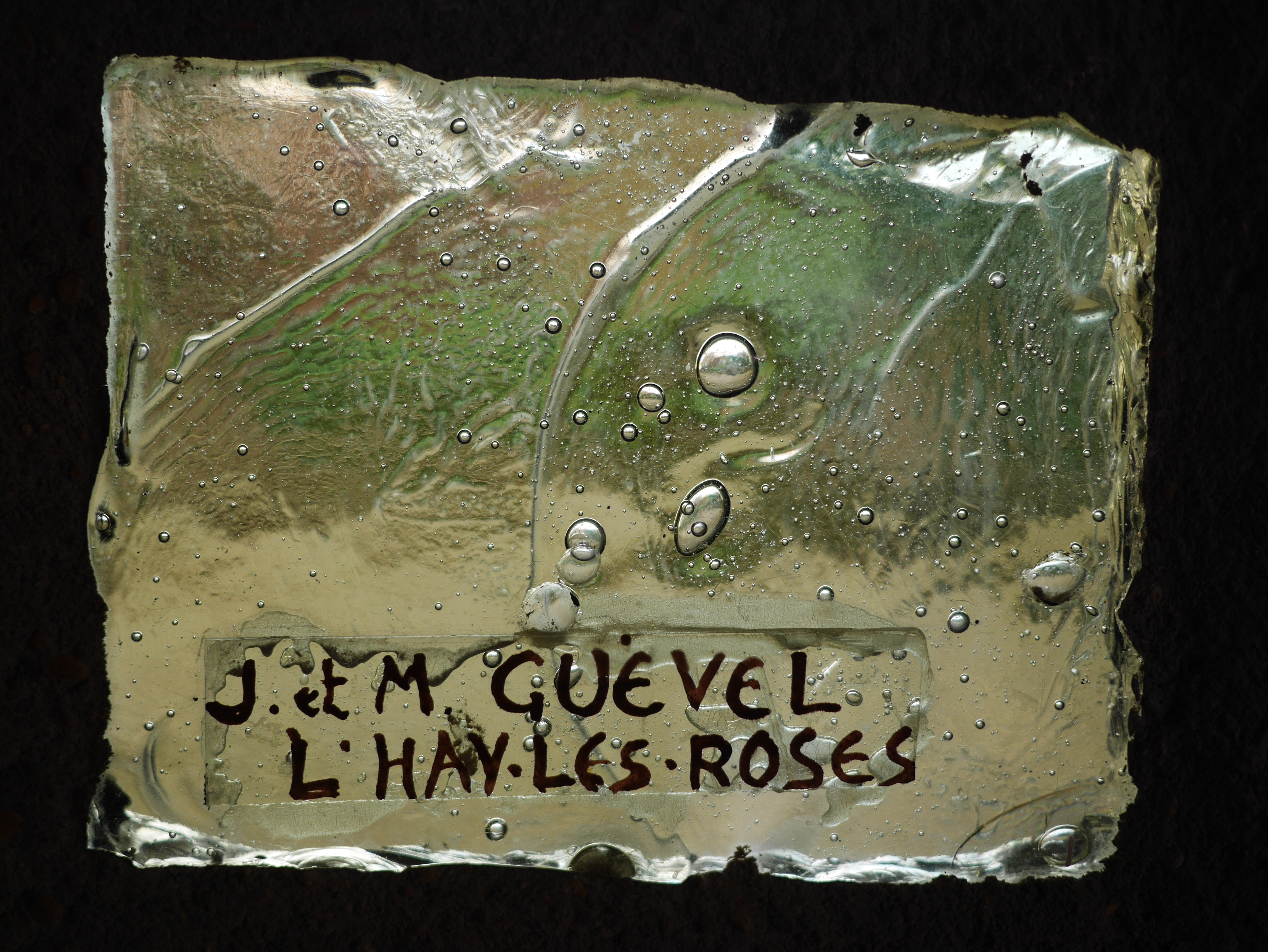
Signature sur un vitrail de l'église Saint-Léonard
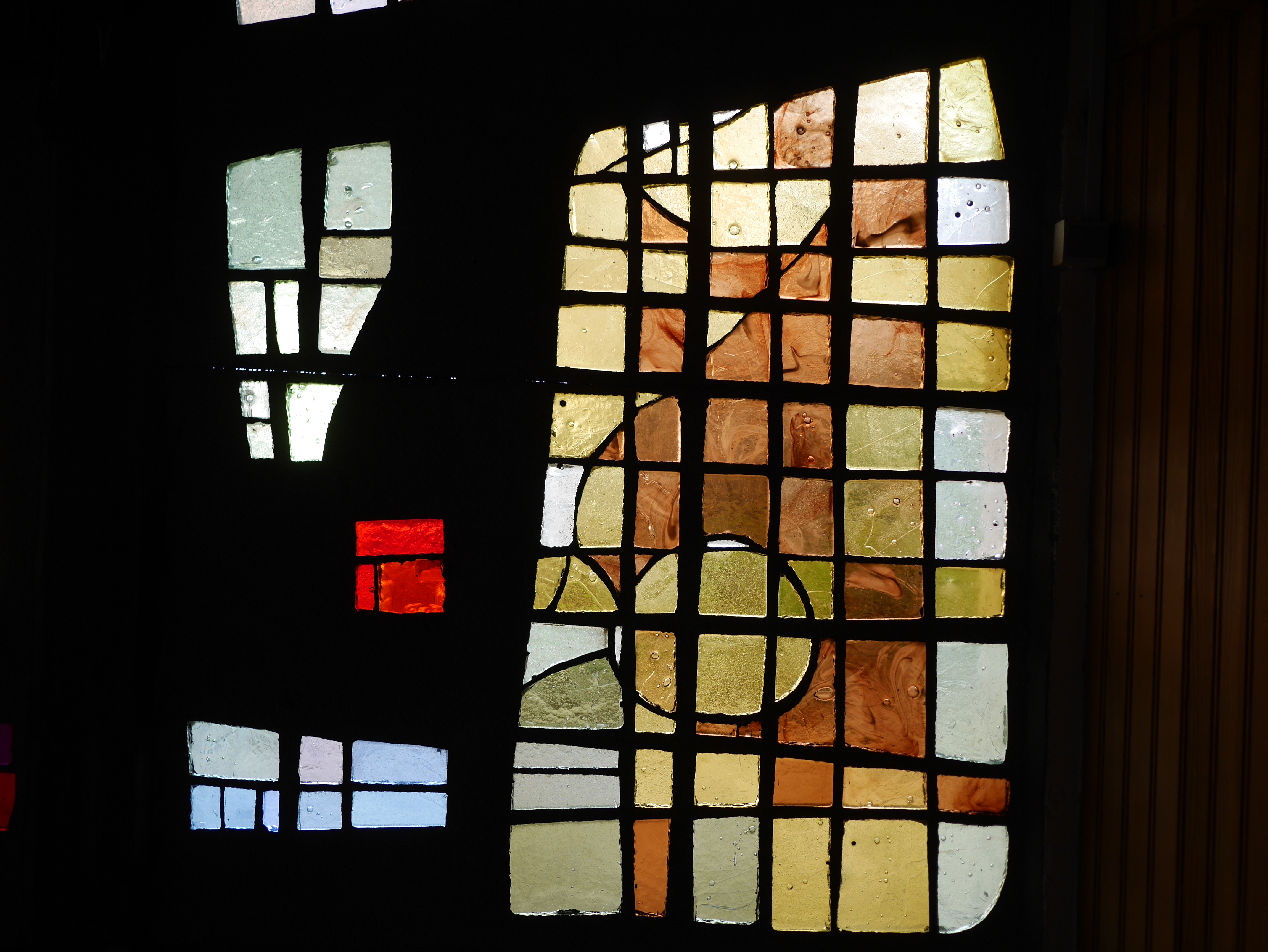
Vitraux de Job et Marie-Jo Guével (détail)